# Sida coutinhoi
Sida coutinhoi är en malvaväxtart som beskrevs av Jorge Américo Rodrigues Paiva och Noguiera. Sida coutinhoi ingår i släktet sammetsmalvor, och familjen malvaväxter. Inga underarter finns listade i Catalogue of Life.